# Ерих Райтерер
„Ерих Райтерер“ е български телевизионен филм от 1999 година на режисьорите Пламен Масларов, по сценарий на Георги Борисов и Пламен Масларов. Оператор е Мирчо Борисов, а музиката е на Сташия Мюлер. По разказ на Владимир Полянов. Художник на филма е Иван Адреев, а редактор Сташия Мюлер.
Екранизации по разкази на български писатели. Първа серия от поредицата „Слово за ползата от четенето“ .

## Актьорски състав
| Роля                 | Изпълнител                              |
| -------------------- | --------------------------------------- |
| Владислав Карамфилов | Ерих Райтерер / студентът / непознатият |
| Силви Стоицов        |                                         |
| Здравко Ватев        |                                         |
| Иван Неделчев        |                                         |
| Снежана Рашева       |                                         |